# Rhapis humilis
Rhapis humilis là loài thực vật có hoa thuộc họ Arecaceae. Loài này được Blume miêu tả khoa học đầu tiên năm 1839.

## Hình ảnh

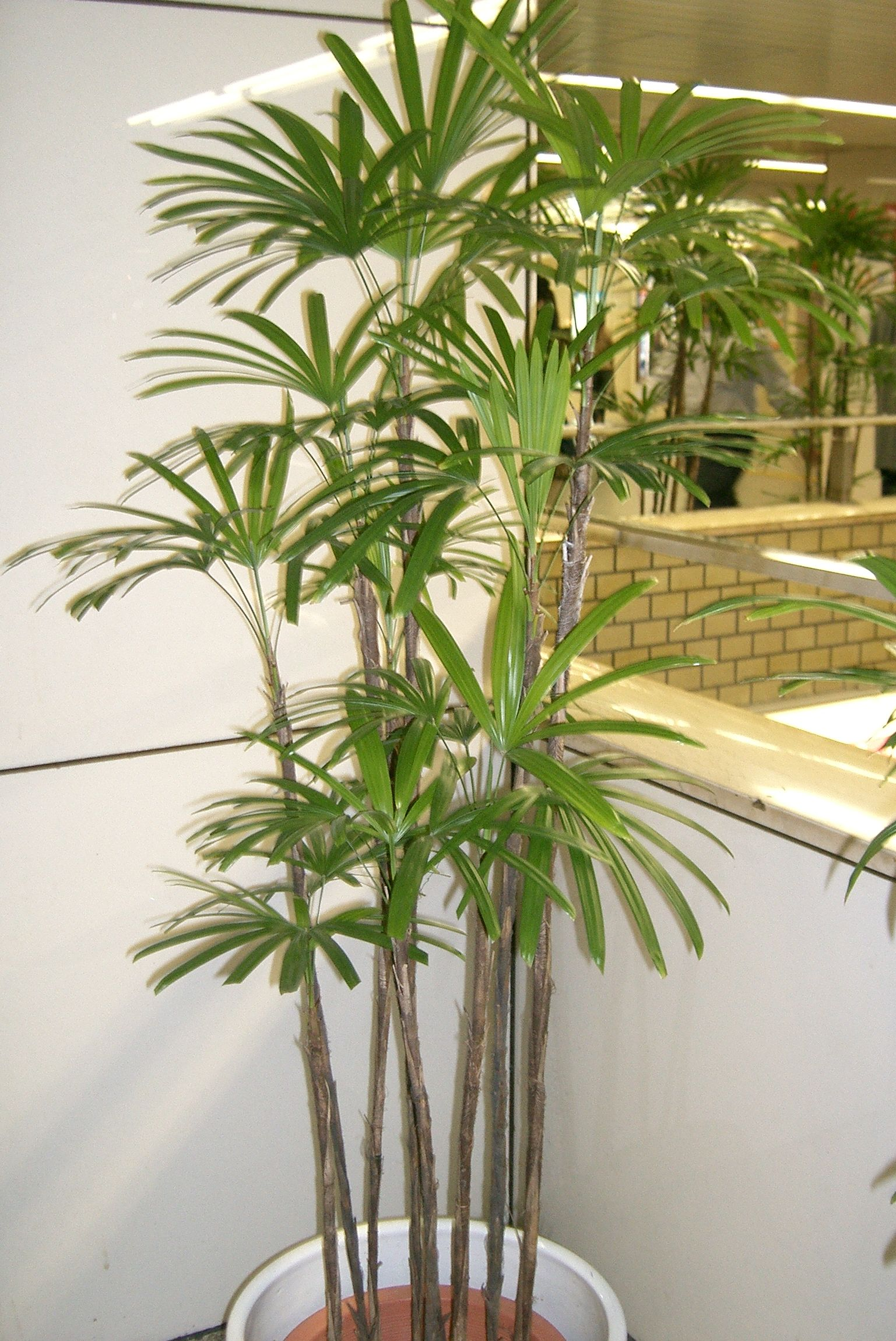
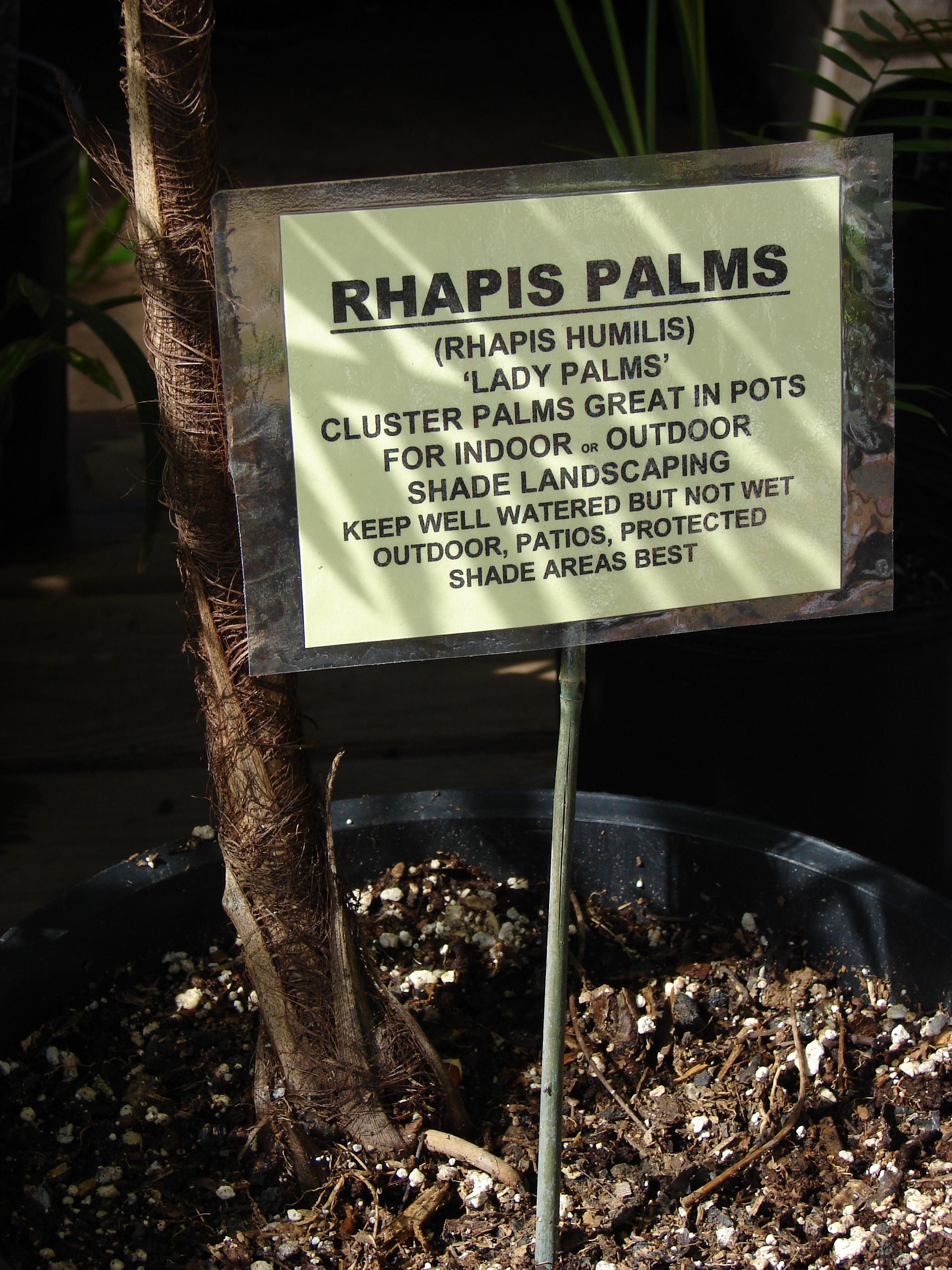